# Викс, Мария Густавовна
Мария Густавовна Викс (25 марта [7 апреля] 1910, Киренский уезд, Иркутская губерния — 19 апреля 1990, Свердловск) — советская актриса оперетты (лирико-колоратурное сопрано). Солистка Свердловского театра музыкальной комедии. Народная артистка РСФСР (1965). Лауреат Сталинской премии второй степени (1946).

## Биография
Родилась 25 марта (7 апреля) 1910 года на Феодосьевском прииске Киренского уезда (ныне — поселок Артёмовский рядом с городом Бодайбо Иркутская область) в семье политического ссыльного-эстонца.
Во время обучения в гимназии Иркутска начала учиться пению у О. Н. Балабиной. Позже педагогами Викс были Е. В. Де-Вос-Соболева (Ленинград), М. М. Уместный, З. Г. Тарасенко (Свердловск). После окончания гимназии в 1928 году дебютировала на сцене Иркутского театра драмы в «Периколе» Ж. Оффенбаха (в заглавной роли).
В 1929 году Мария Викс работала в передвижном коллективе оперетты (Омск — Ижевск), концертном бюро (гастроли в Свердловске). С 1929 до 1931 года — в составе труппы Дальневосточного театра оперетты, в 1931 —1932 годах — в передвижном театре оперетты Государственного объединения московской эстрады и цирка и Ленинградском государственном театре музыкальной комедии.
В 1933 году поступает в труппу только что открывшегося Свердловского театра музыкальной комедии. Участница первого спектакля театра 8 июля 1933 г. («Роз-Мари» Р. Фримля и Г. Стотгардта).
По амплуа Мария Викс — лирическая героиня, обладательница большого артистического обаяния и красивого лирико-колоратурного сопрано. Сыграла и спела большое количество ролей в классической оперетте: Елена в «Прекрасной Елене» и Перикола в «Периколе» Ж. Оффенбаха, Ганна Главари в «Веселой вдове» Ф. Легара, Розалинда в «Летучей мыши» И. Штрауса. Умела углубить и обогатить лирическую тему обертонами, её героини всегда представали натурами цельными и значительными. Новые грани дарования актрисы раскрывались в советском репертуаре. Роли: Матрёна в «Бронзовом бюсте» И. Н. Ковнера (1945), Клементина в «Вольном ветре» И. О. Дунаевского (1956), Барына Колтовская («Марк Береговик» К. А. Кацман, 1955 — диплом Лауреата на Всесоюзном фестивале драматических и музыкальных театров, ансамблей и хоров в 1957 г.), тетя Дина в «Севастопольском вальсе» К. Я. Листова (1962), Матрёна в «Сто чертей и одна девушка» Т. Н. Хренникова (1964), Бочкарева — «Белая ночь» Т. Н. Хренникова (1967), боярыня Свиньина — «Табачный капитан» В. В. Щербачева (1969), Любовь Николаевна — «Черная береза» А. Г. Новикова (1970), Матвеевна — «Девичий переполох» Ю. С. Милютина (1981), Раиса — «Поздняя серенада» В. Г. Ильина (1977). Всего проработала в театре 47 лет, сыграла около 120 ролей.
Мария Викс написала театральные мемуары «Спасибо, память». Книга вышла в свет в 2003 году в издательстве Уральского университета под общей редакцией Юлии Матафоновой.
Скончалась 19 апреля 1990 года в Свердловске. Похоронена на Широкореченском кладбище.

## Признание и награды
- заслуженная артистка РСФСР (13.11.1942)
- Сталинская премия второй степени (1946) — за исполнение роли маркизы де Курси в опереттном спектакле «Табачный капитан» В. В. Щербачёва
- медаль «За доблестный труд в Великой Отечественной войне 1941—1945 гг.» (1946)
- орден Ленина (1953)
- орден Трудового Красного Знамени (10.11.1953)[1]
- Лауреат Всесоюзного фестиваля драматических и музыкальных театров, ансамблей и хоров (партия барыни Колтовской в оперетте «Марк-Береговик» К. Кацман) (1957)
- народная артистка РСФСР (1965)

## Роли в театре

### Иркутский драматический театр имени Н. П. Охлопкова
- «Перикола» Ж. Оффенбаха — Перикола

### Свердловский театр музыкальной комедии
- 1933 — «Роз Мари» Р. Фримля и Г. Стотгардта — Роз-Мари
- 1944 — «Табачный капитан» В. В. Щербачёва — боярыня Свиньина, маркиза де Курси
- 1945 — «Бронзовый бюст» И. Н. Ковнера —— Матрёна Удалая
- 1945 — «Девичий переполох» Ю. С. Милютина — Матвеевна
- 1955 — «Марк Береговик» К. А. Кацман — барыня Колтовская
- «Сильва» И. Кальмана — Сильва
- «Фиалка Монмартра» И. Кальмана — Виолетта
- «Прекрасная Елена» Ж. Оффенбаха — Елена
- «Весёлая вдова» Ф. Легара — Ганна Главари
- «Летучая мышь» И. Штрауса — Розалинда
- «Вольный ветер» И. О. Дунаевского — Клементина
- «Севастопольский вальс» К. Я. Листова — тетя Дина
- «Сто чертей и одна девушка» Т. Н. Хренникова — Матрёна
- «Белая ночь» Т. Н. Хренникова — Бочкарева
- «Чёрная береза» А. Г. Новикова — Любовь Николаевна
- «Девушка с голубыми глазами» В. И. Мурадели — Елизавета Андреевна